# Pan-Kristianstad
Pan-Kristianstad grundades år 1938 och är en orienteringsklubb från Kristianstad. Verksamheten riktar sig till elit, ungdom och motionär. Klubben är en av Sveriges elitklubbar och har flera landslagslöpare i truppen. Herrarna vann 10-mila 1987 och SM-stafetten 1997 och 1998. Damerna vann SM-stafetten 1965, 1966, 1972 och 1995. Kända klubbprofiler är bland andra Peo Bengtsson, Kjell-Erik Ståhl, Jörgen Olsson, Johan Modig, Inga-Britt Bengtsson, Kerstin Granstedt, Clarie Ek och Anette Granstedt.
Klubben arrangerar varje år Sverigepremiären för svensk orientering och träningsläger för landslag och klubbar.